# St.-Jakobi-Kirche (Peine)

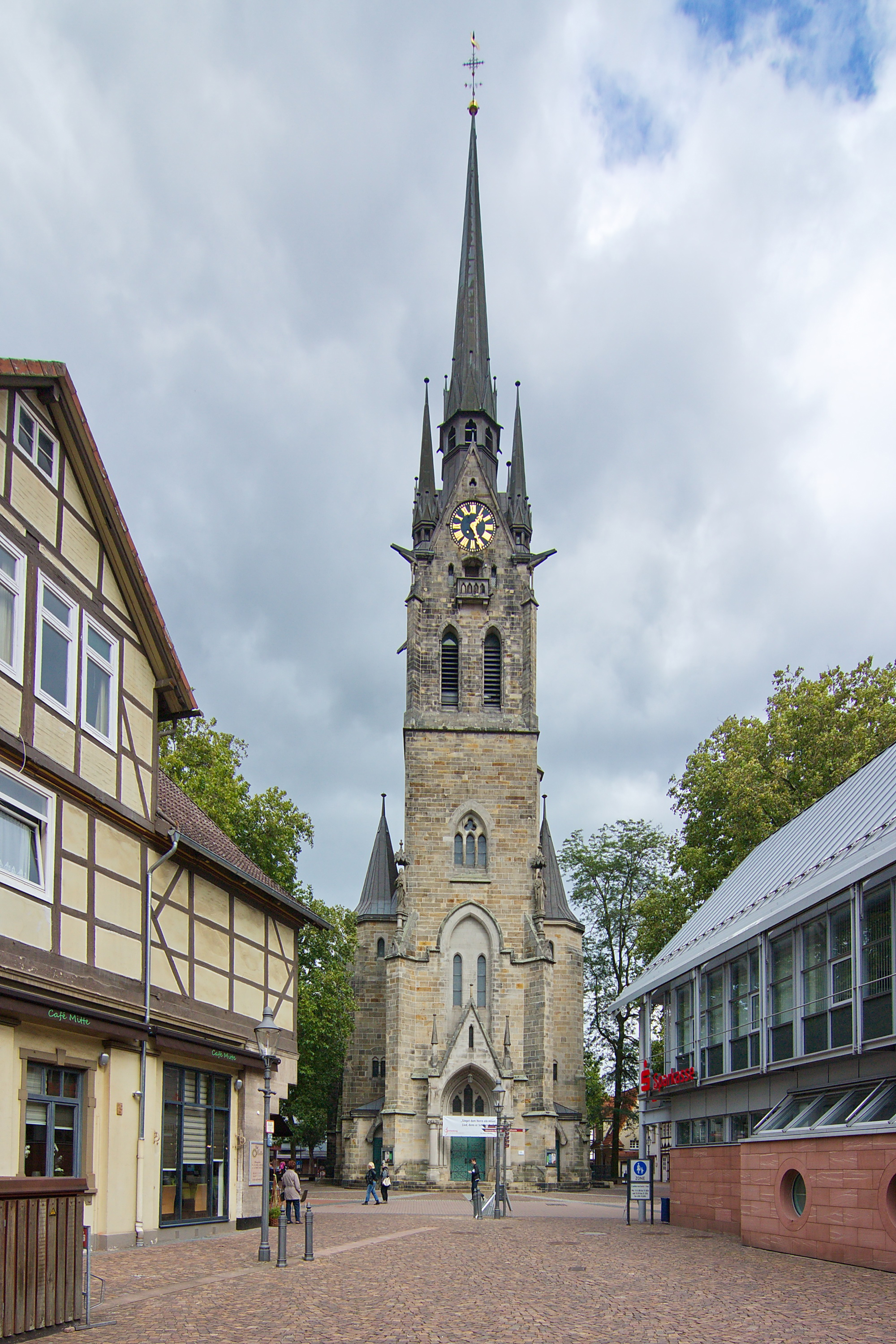
St.-Jakobi-Kirche 2012, aus dem Winkel fotografiert

St.-Jakobi-Kirche 1904

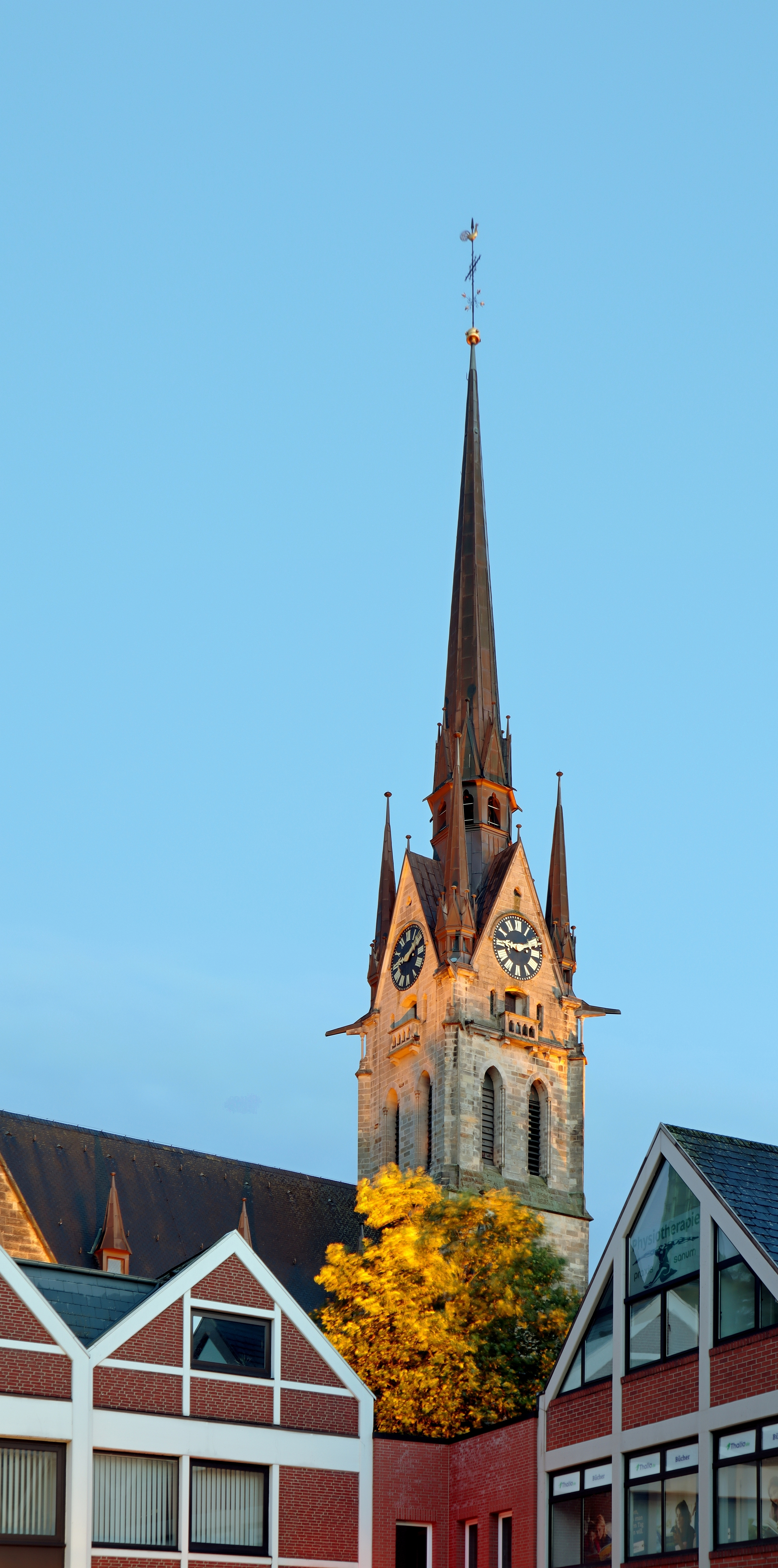
St.-Jakobi-Kirche 2020, vom Echternplatz gesehen, davor moderne Bebauung

Die St.-Jakobi-Kirche ist die evangelisch-lutherische Hauptkirche der niedersächsischen Kreisstadt Peine. Die neugotische Saalkirche wurde von 1896 bis 1899 nach Plänen von Eberhard Hillebrand erbaut. Die reiche Ausmalung und die Bildfenster entwarf Alexander Linnemann.

## Geschichte
Spätestens im ersten Viertel des 13. Jahrhunderts entstand die erste Peiner Jakobus-Kirche am Marktplatz. Wie die Pfarrkirchen der Stadt Hildesheim, deren Rat Peine damals unterstand, wurde St. Jakobi 1542 lutherisch.
Beim großen Stadtbrand von 1557 wurde die alte Kirche vernichtet. Beim Wiederaufbau der Stadt beschloss man, den Marktplatz zu vergrößern. Die neue Jakobikirche wurde einige hundert Meter südöstlich am heutigen Standort errichtet. Bis auf den Turm musste auch dieses Gebäude schon 1692 durch einen Neubau ersetzt werden, eine schlichte Barockkirche mit Tonnengewölbe, die aus statischen Gründen 1726 vierzehn Stützpfeiler erhielt. Wegen Baufälligkeit, aber auch aus Repräsentationswillen, wurde diese Kirche 1895 abgerissen. In den folgenden Jahren entstand der heutige Bau, der am 19. März 1899 feierlich eingeweiht wurde.

## Architektur
St. Jakobi ist ein Sandsteinquaderbau in klaren, der frühen Gotik nachempfundenen Formen. Das einschiffige, dreijochige Langhaus wird von einem kurzen, niedrigeren Querhaus gekreuzt und mündet in den gleich breiten, gerade schließenden Altarraum, in dessen Wand ein rundes Maßwerkfenster eingefügt ist. An diesen ist die Sakristei wie eine niedrige Apsis angebaut. Beherrschend ist der hohe quadratische Turm über dem säulengefassten Portal. Er trägt vier Giebel, ein Kreuzdach und darauf einen hohen, schlanken Dachreiter. Vier romanisch anmutende oktogonale Treppentürme – niedriger an den Portalflanken, höher am Chor – geben dem Gebäude einen zusätzlichen Reiz.

## Ausstattung
Beim Betreten der Kirche fällt als erstes der Farb- und Figurenreichtum der Ausmalung und der Bleiglasfenster ins Auge. Die Wandbilder wurden nach Übermalungen von 1937 und 1962 in den Jahren 1992–1994 originalgetreu wiederhergestellt. Biblische Bilderreihen sind mit floralen und gobelinartigen Ornamentfeldern und Spruchbändern kombiniert. Alexander Linnemanns Entwurf, der vom Wienhausener Nonnenchor inspiriert ist und von seinem Sohn Otto ausgeführt und vollendet wurde, gilt heute als besonders gelungenes Beispiel historistischer Kirchenmalerei. Altarretabel und Kanzel, aus hellem Sandstein mit reichem Bild- und Fialenwerk gestaltet, fügen sich harmonisch in den Raum. Aus der Vorgängerkirche stammen das von dem dänischen Feldherrn und Amtmann von Peine Daniel Rantzau gestiftete reliefgeschmückte Bronzetaufbecken von 1561 sowie mehrere Grabdenkmäler, darunter als bedeutendstes das große Renaissance-Epitaph des Curt von Schwicheldt von 1575.

## Orgel

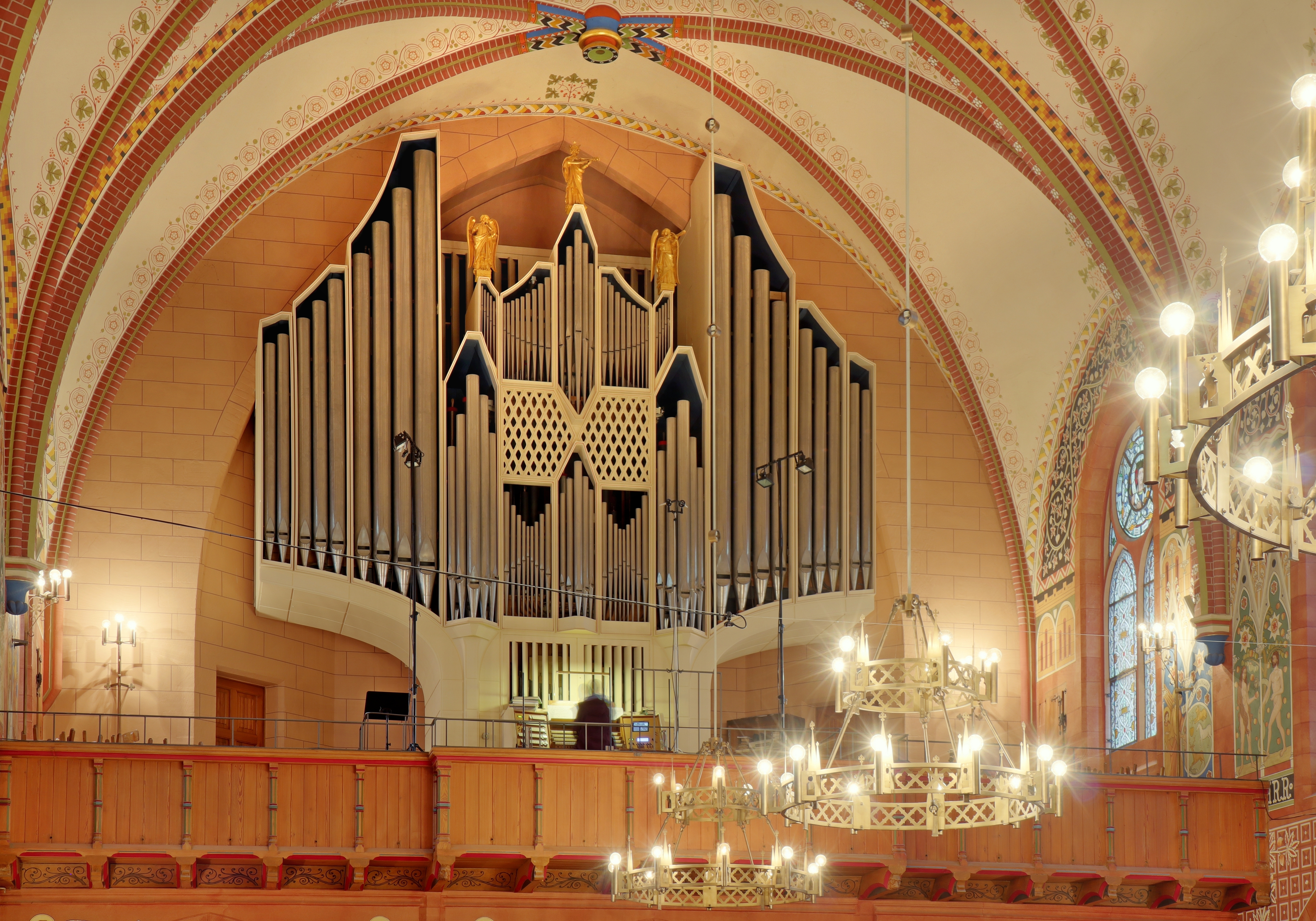
Hammer-Orgel von 1963

Für die alte Kirche ist bereits im Jahr 1376 eine Orgel belegt, die nahe beim Altar eingebaut war. Ernst Heinrich Schöne (Holzminden) baute 1642 eine Orgel mit 17 Registern, zwei Manualen und Pedal, die in den Kirchenneubau von 1692 überführt wurde. Im Jahr 1699 wurde eine Orgelempore errichtet. Dies Orgel wurde 1747 vom hannoverschen Hof-Orgelbaumeister Christian Vater ersetzt, der ein dreimanualiges Instrument mit 32 Registern schuf. 1848 erfolgte durch Eduard Meyer (Hannover) ein Erweiterungsumbau auf III/P/36. Nachdem Kirche und Orgel 1895 abgerissen worden waren, bauten Furtwängler & Hammer (Hannover) 1899 als opus 390 eine neue Orgel in derselben Größe wie 1848, aber mit pneumatischer Traktur und Taschenladen, die 1927 auf III/P/41 erweitert wurde.
Die heutige Orgel ist ein Werk der Werkstatt Hammer aus dem Jahr 1963. Das Schwellwerk wurde zunächst zum Ausbau vorbereitet; 1974 folgte der Einbau von acht Registern. Die Orgel wurde 2011 von der Orgelbauwerkstatt Christoph Grefe (Ilsede) umfassend renoviert, der Spieltisch erneuert und das Schwellwerk vervollständigt. Das Schleifladen-Instrument hat seitdem 50 klingende Register auf vier Manualen und Pedal, zehn Koppeln, drei Tremulanten und zwei Schweller (für Brustwerk und Schwellwerk). Die Spieltrakturen sind mechanisch, die Koppeln elektrisch (realisiert durch Ventilmagnete mit speicherprogrammierbarerer Steuerung). Für die Registersteuerung steht eine elektronische Setzeranlage mit mehreren zehntausend Speicherplätzen zur Verfügung. Die Disposition lautet wie folgt:
| I Hauptwerk C–g3 |                |        |
| 01.              | Bordun         | 16′    |
| 02.              | Prinzipal      | 08′    |
| 03.              | Rohrflöte      | 08′    |
| 04.              | Oktave         | 04′    |
| 05.              | Koppelflöte    | 04′    |
| 06.              | Quinte         | 02 ⁄3′ |
| 07.              | Oktave         | 02′    |
| 08.              | Mixtur V–VII   |        |
| 09.              | Terzzymbel III |        |
| 10.              | Trompete       | 16′    |
| 11.              | Trompete       | 08′    |

| II Oberwerk C–g3 |                 |       |   |
| 12.              | Gedackt         | 8′    |   |
| 13.              | Quintatön       | 8′    |   |
| 14.              | Prinzipal       | 4′    |   |
| 15.              | Spitzflöte      | 4′    |   |
| 16.              | Waldflöte       | 2′    |   |
| 17.              | Quinte          | 1 ⁄3′ |   |
| 18.              | Sesquialtera II |       |   |
| 19.              | Scharff IV–V    |       |   |
| 20.              | Dulcian         | 8′    | n |
|                  | Tremulant       |       |   |

| III Schwellwerk C–g3 |               |        |   |
| 21.                  | Prinzipal     | 8′     | n |
| 22.                  | Spitzgedackt  | 8′     |   |
| 23.                  | Gambe         | 8′     | n |
| 24.                  | Oktave        | 4′     |   |
| 25.                  | Blockflöte    | 4′     |   |
| 26.                  | Nasat         | 2 ⁄3′  |   |
| 27.                  | Oktave        | 2′     |   |
| 28.                  | Terzflöte     | 1 3⁄5′ |   |
| 29.                  | Sifflöte      | 1′     |   |
| 30.                  | Mixtur III–IV |        | n |
| 31.                  | Trompete      | 8′     | n |
| 32.                  | Oboe          | 8′     | n |
|                      | Tremulant     |        |   |

| IV Brustwerk C–g3 |               |    |
| 33.               | Sing, Gedackt | 8′ |
| 34.               | Rohrflöte     | 4′ |
| 35.               | Gemshorn      | 2′ |
| 36.               | Oktave        | 1′ |
| 37.               | Terzian II    |    |
| 38.               | Zimbel III    |    |
| 39.               | Vox humana    | 8′ |
|                   | Tremulant     |    |

| Pedal C–f1 |               |     |
| 40.        | Prinzipal     | 16′ |
| 41.        | Subbaß        | 16′ |
| 42.        | Oktave        | 08′ |
| 43.        | Gedackt       | 08′ |
| 44.        | Metallflöte   | 04′ |
| 45.        | Nachthorn     | 02′ |
| 46.        | Mixtur VI     |     |
| 47.        | Posaune       | 16′ |
| 48.        | Trompete      | 08′ |
| 49.        | Klarine       | 04′ |
| 50.        | Sing. Cornett | 02′ |

- Koppeln:
  - Normalkoppeln: II/I, III/I, III/II, IV/I, IV/II, I/P, III/P, IV/P
  - Suboktavkoppeln: III/I, III/III,
- Anmerkung
 n = neu eingebautes Register bei der Orgelrenovierung 2011

## Galerie

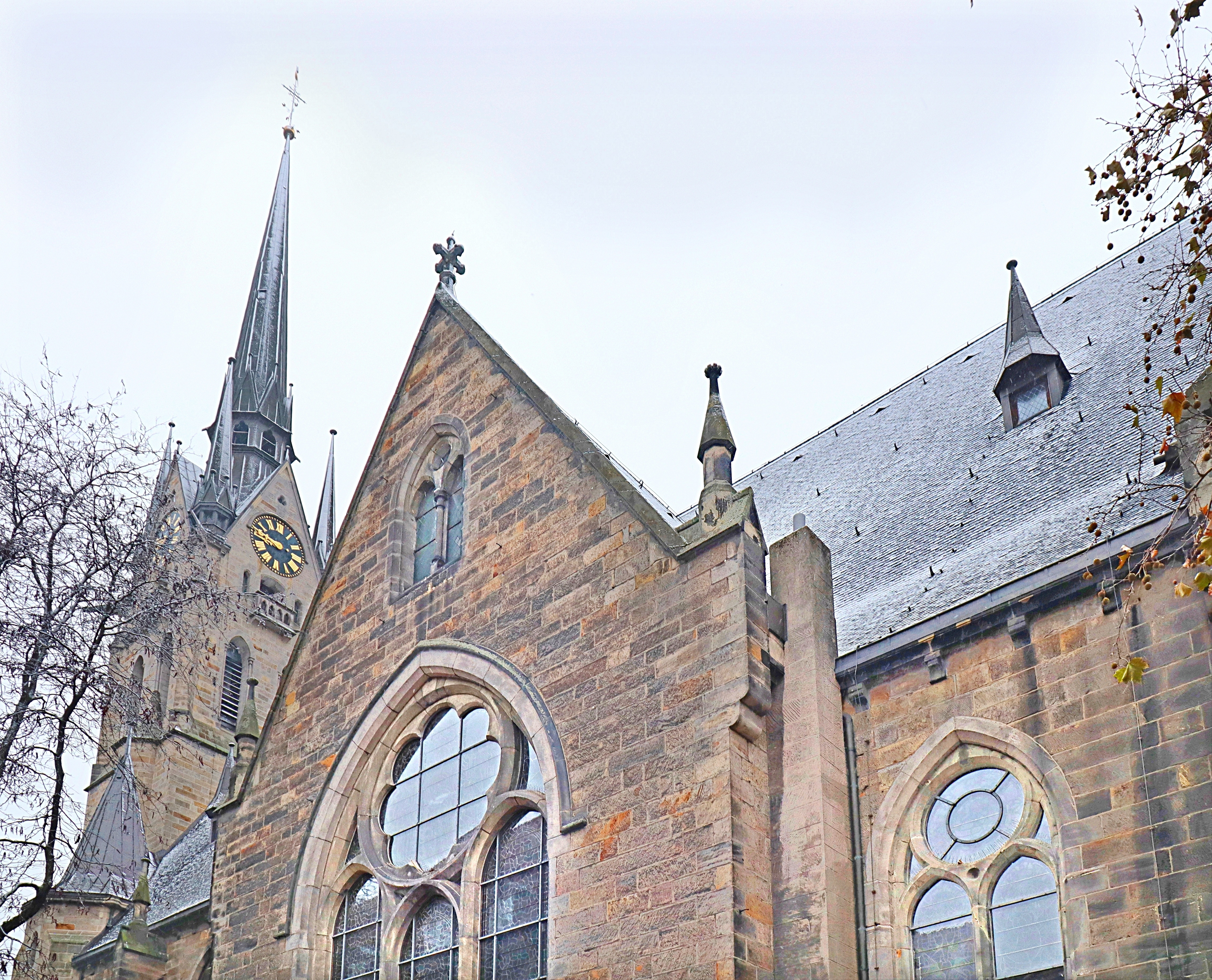
Südostseite und Glockenturm, 2022
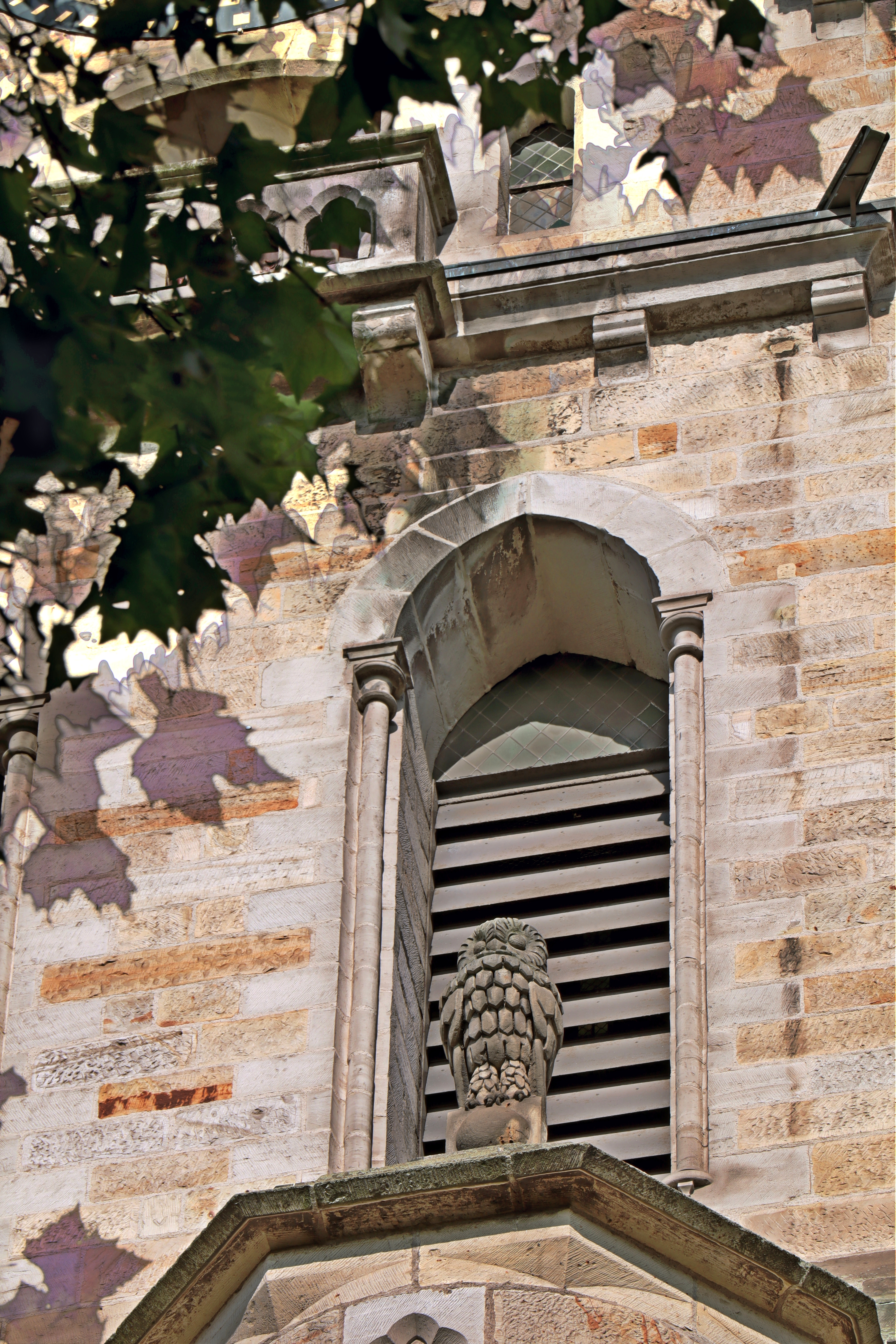
Peiner Eule – Wahrzeichen der Stadt – am Kirchturm
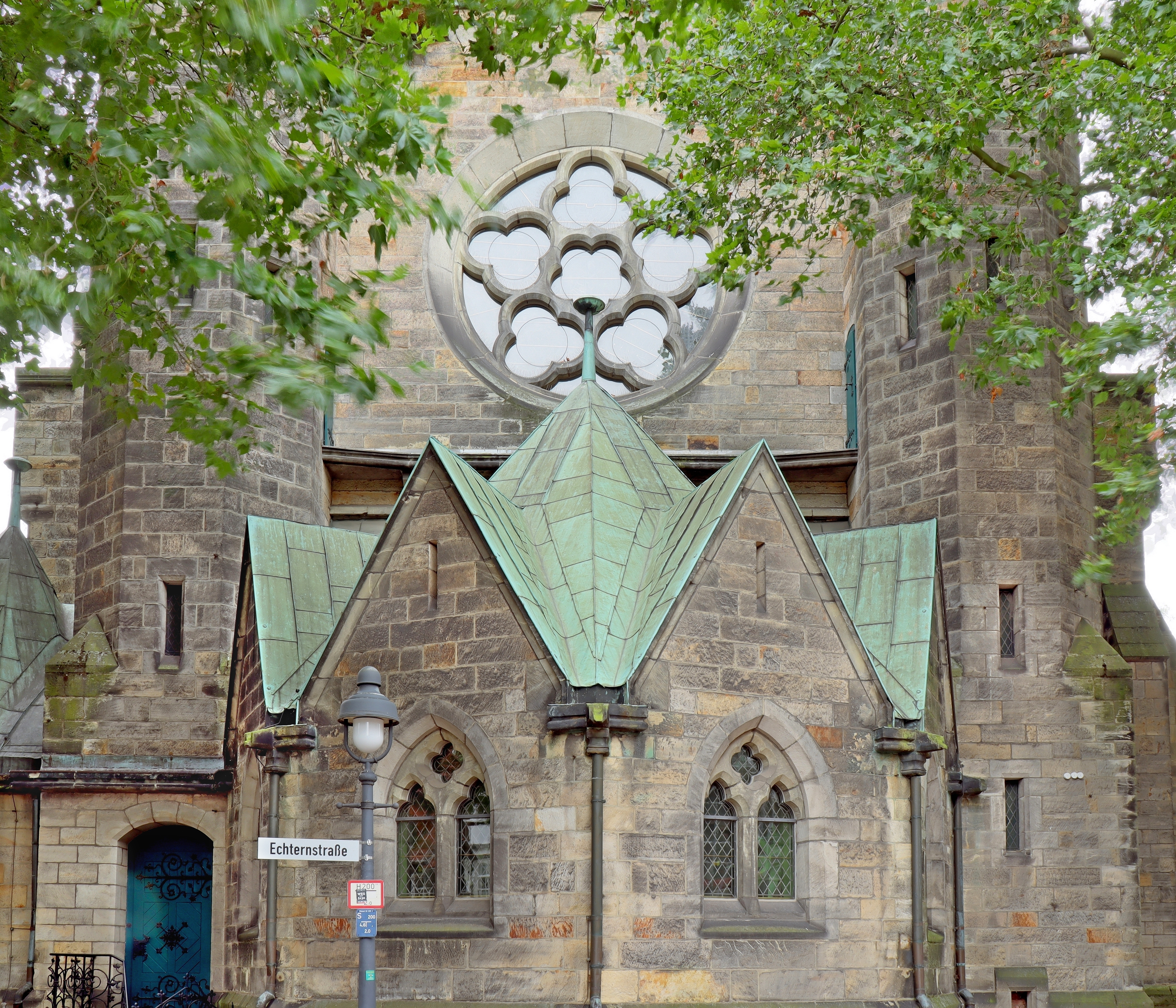
Ostseite mit den Sakristeien (Echternstrasse). 2021
Blick in den Chor und das Querschiff, vor 1905[6]
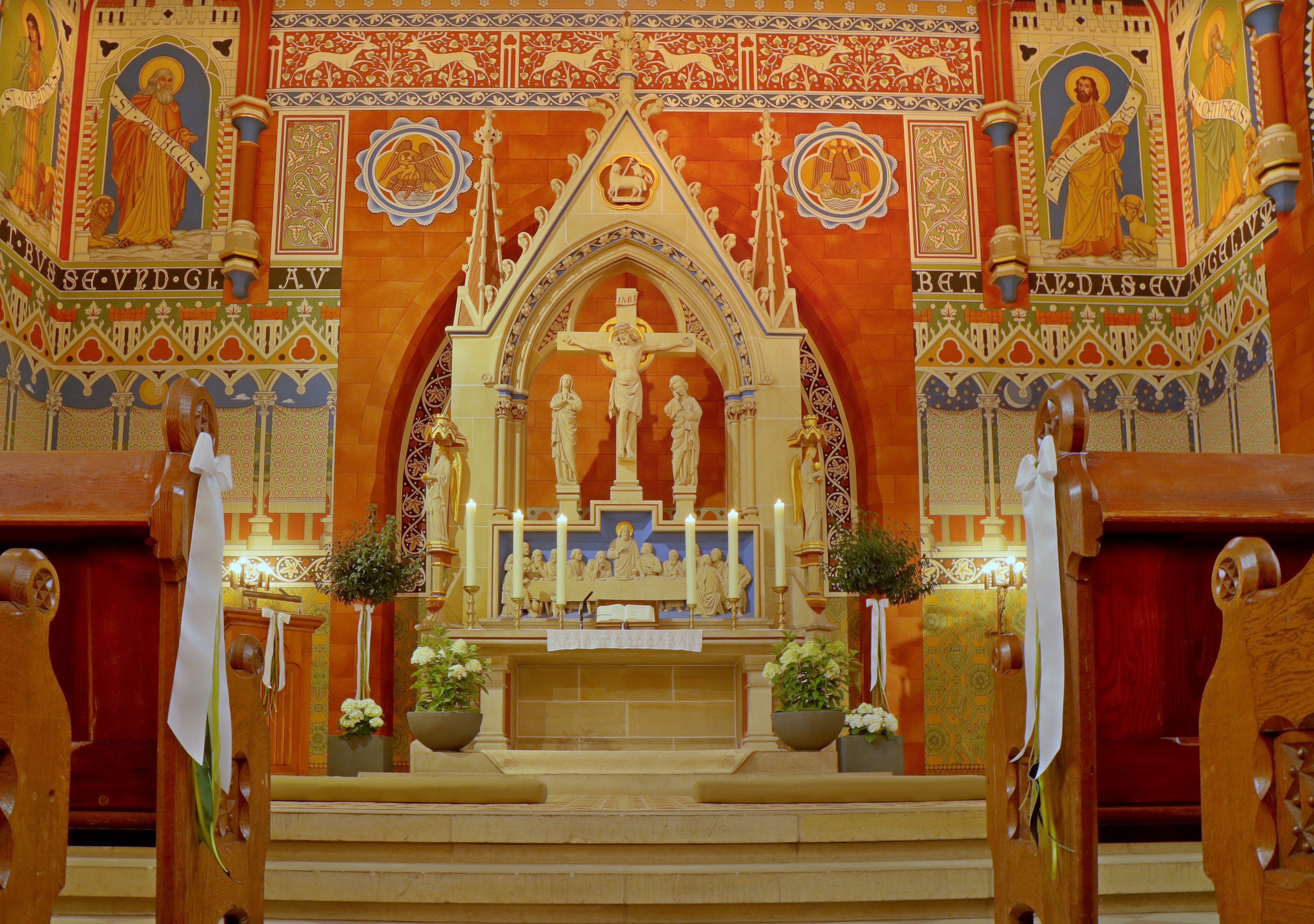
Altar aus Sandstein, 2021
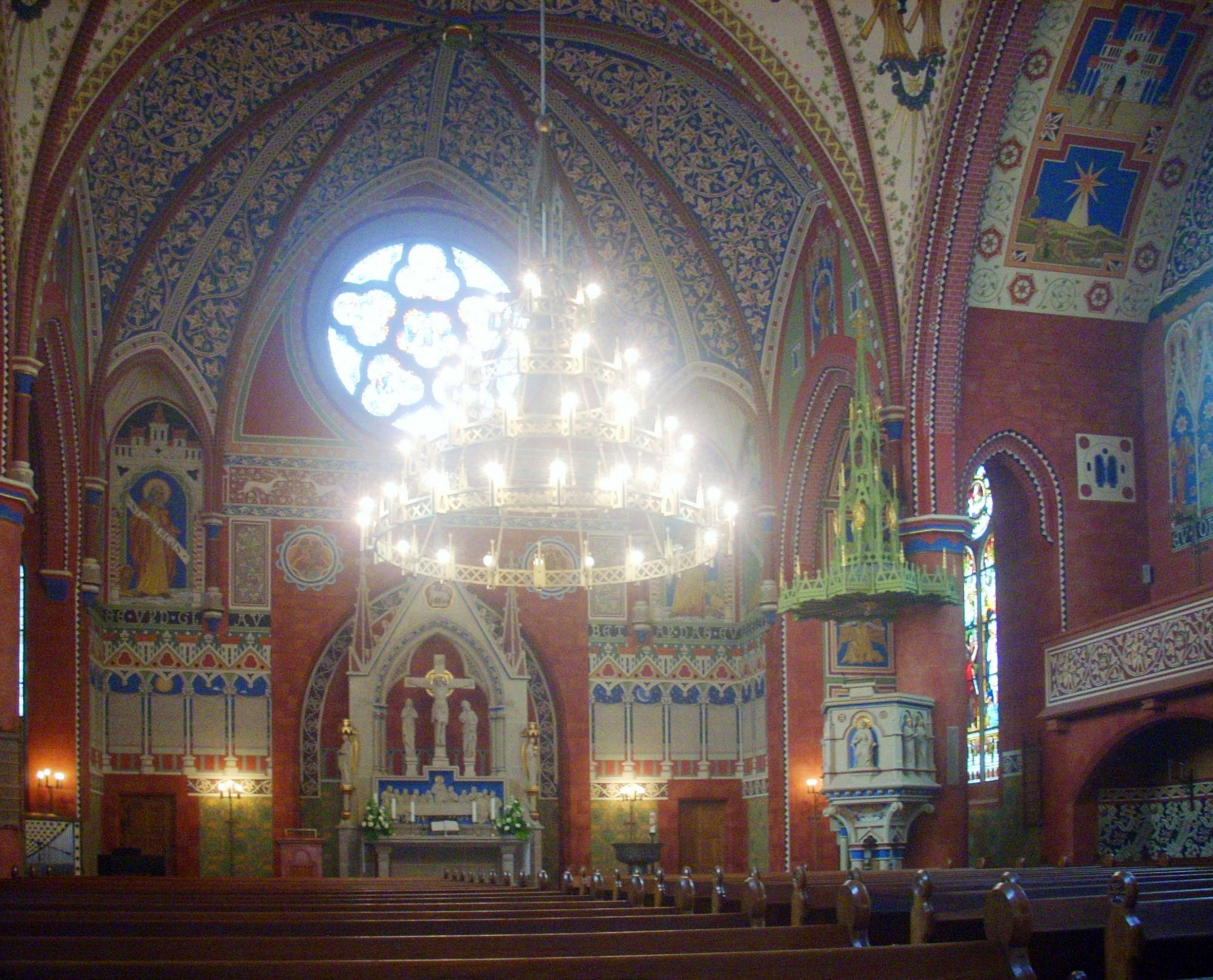
Innenraum nach der Wiederherstellung, 2011
Blick in das Querschiff, vor 1905[6]
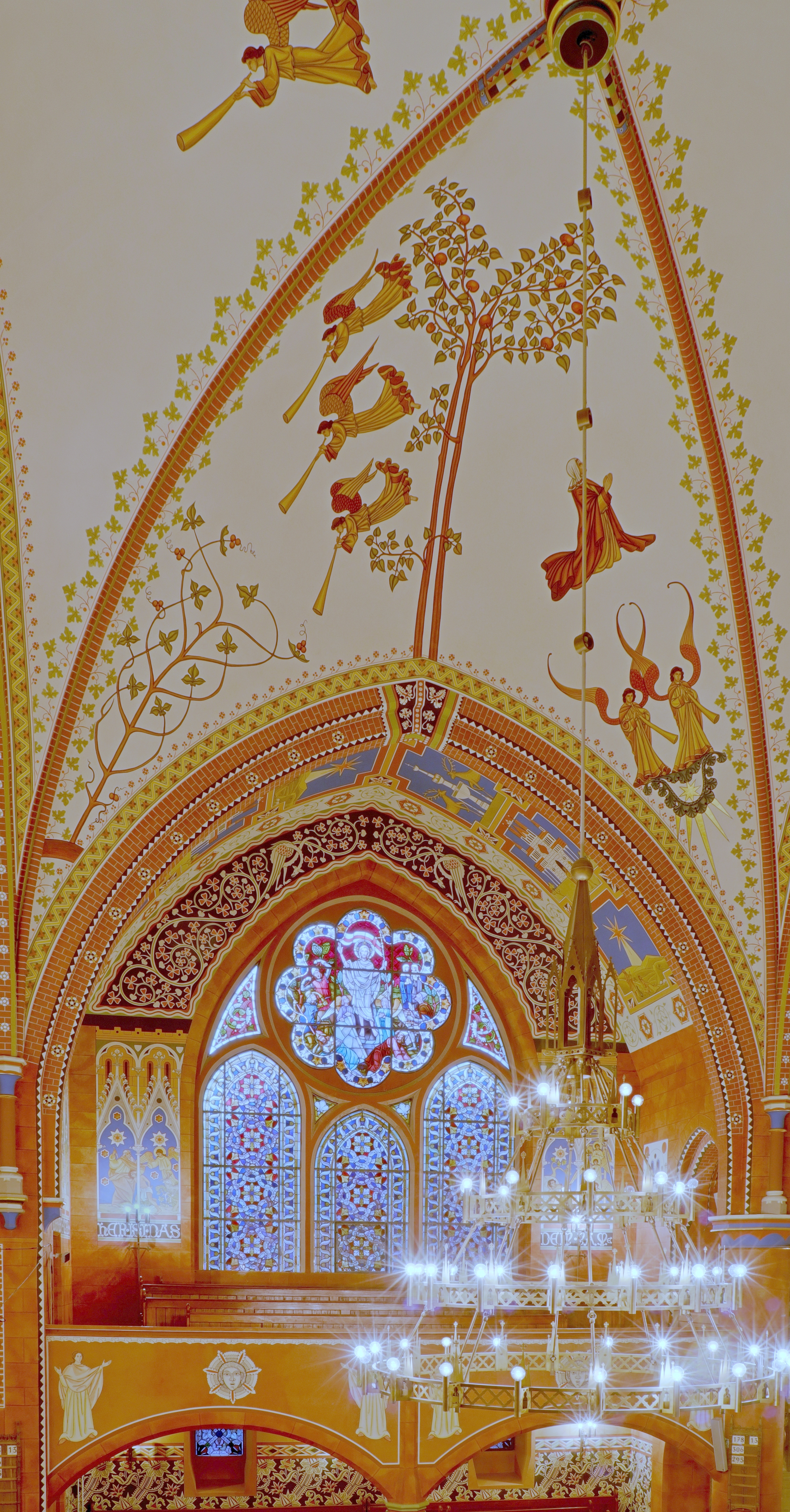
Nördl. (linkes) Querschiff mit Osterfenster, 2021
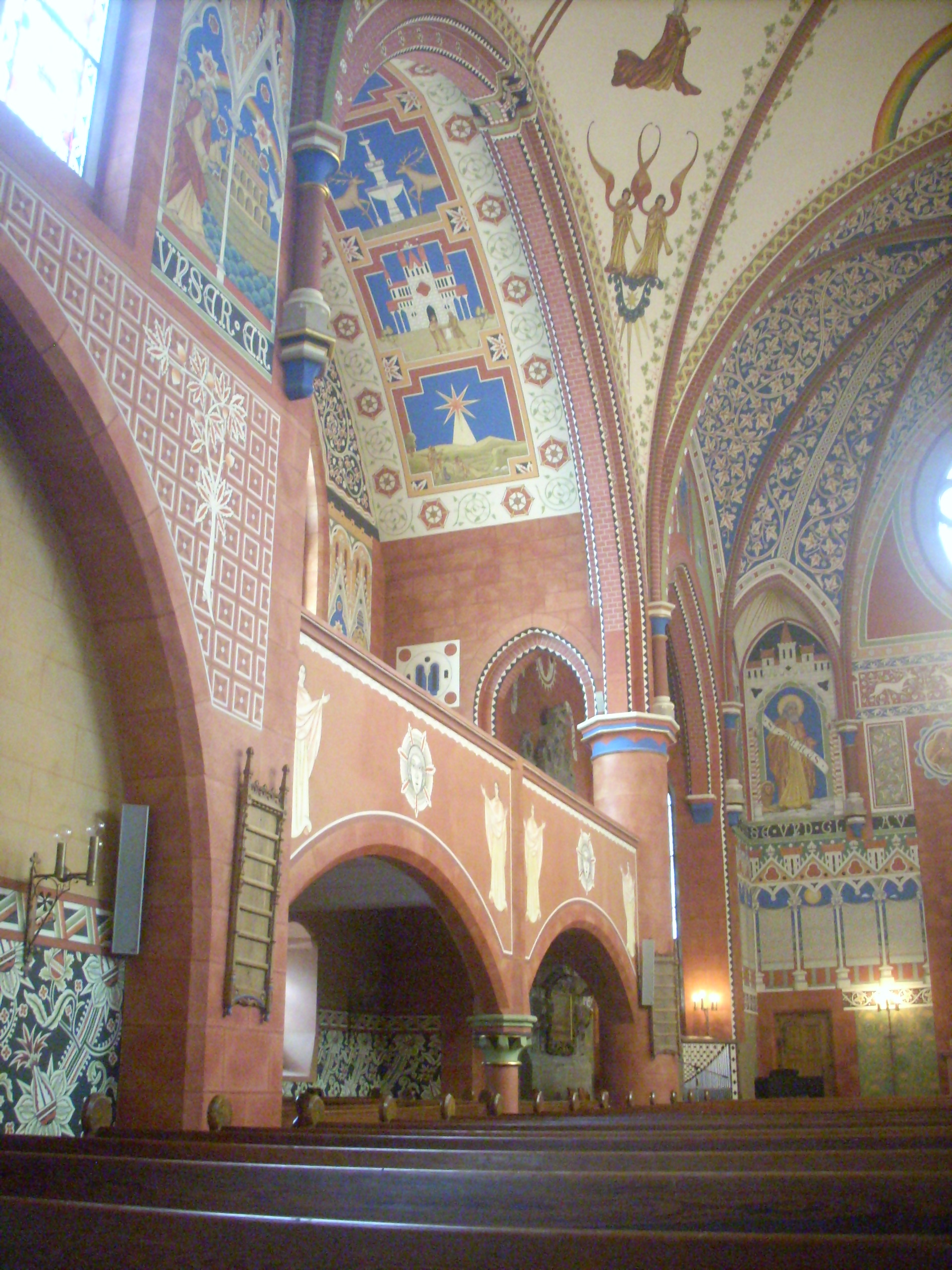
Linkes Querschiff, 2011
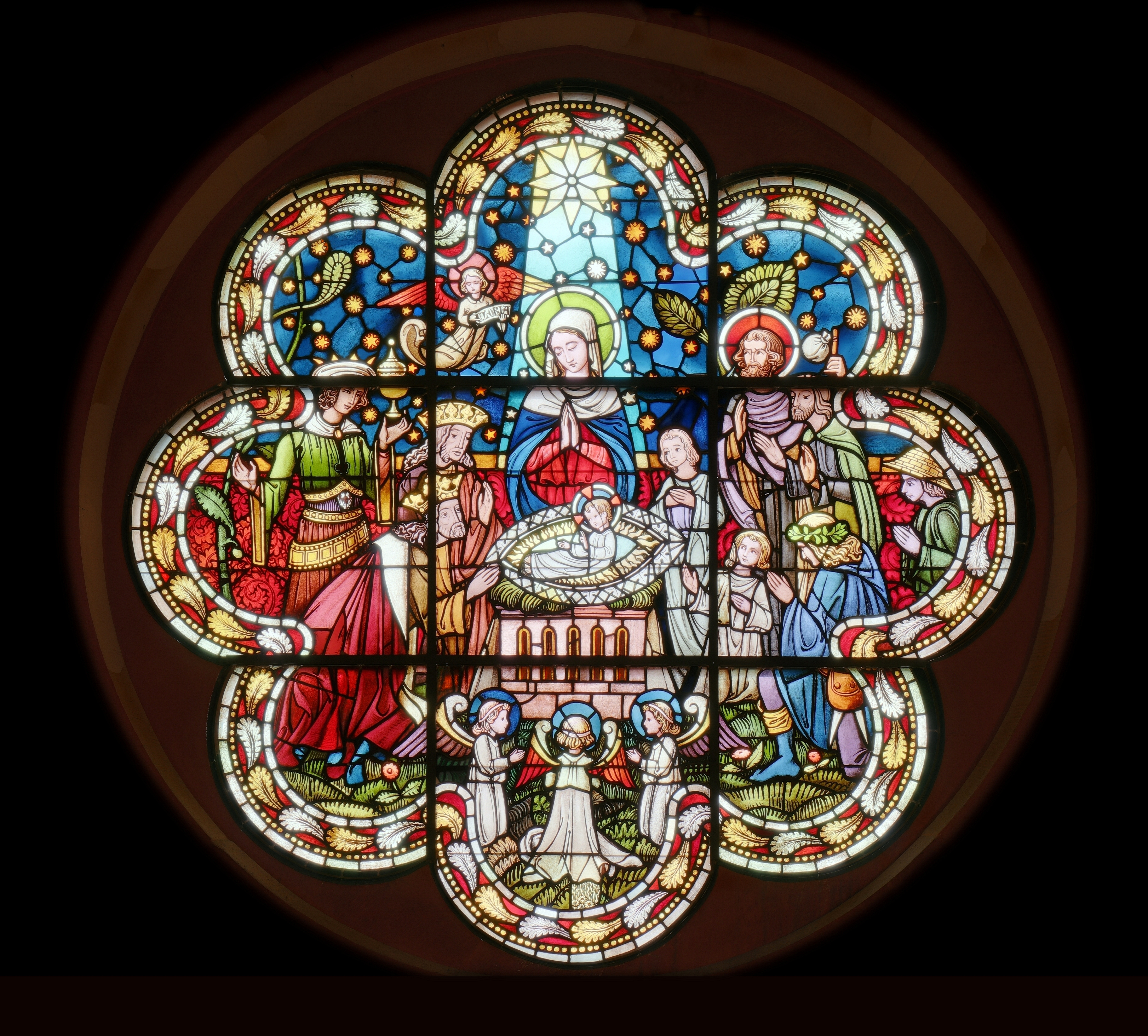
Weihnachtsfenster im südlichen Querhaus, 2021
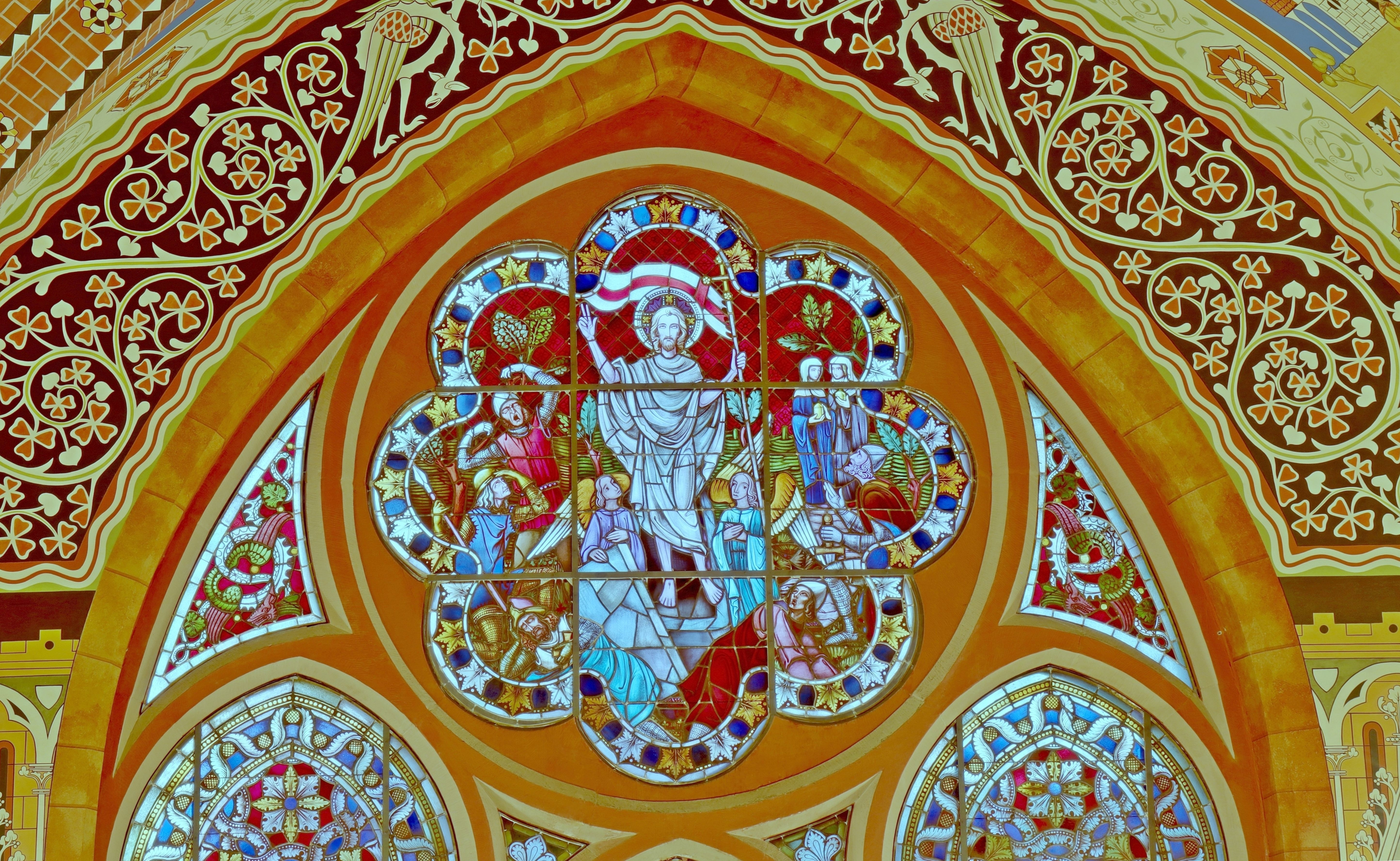
Osterfenster mit dem auferstehenden Christus im nördlichen Querhaus, 2021
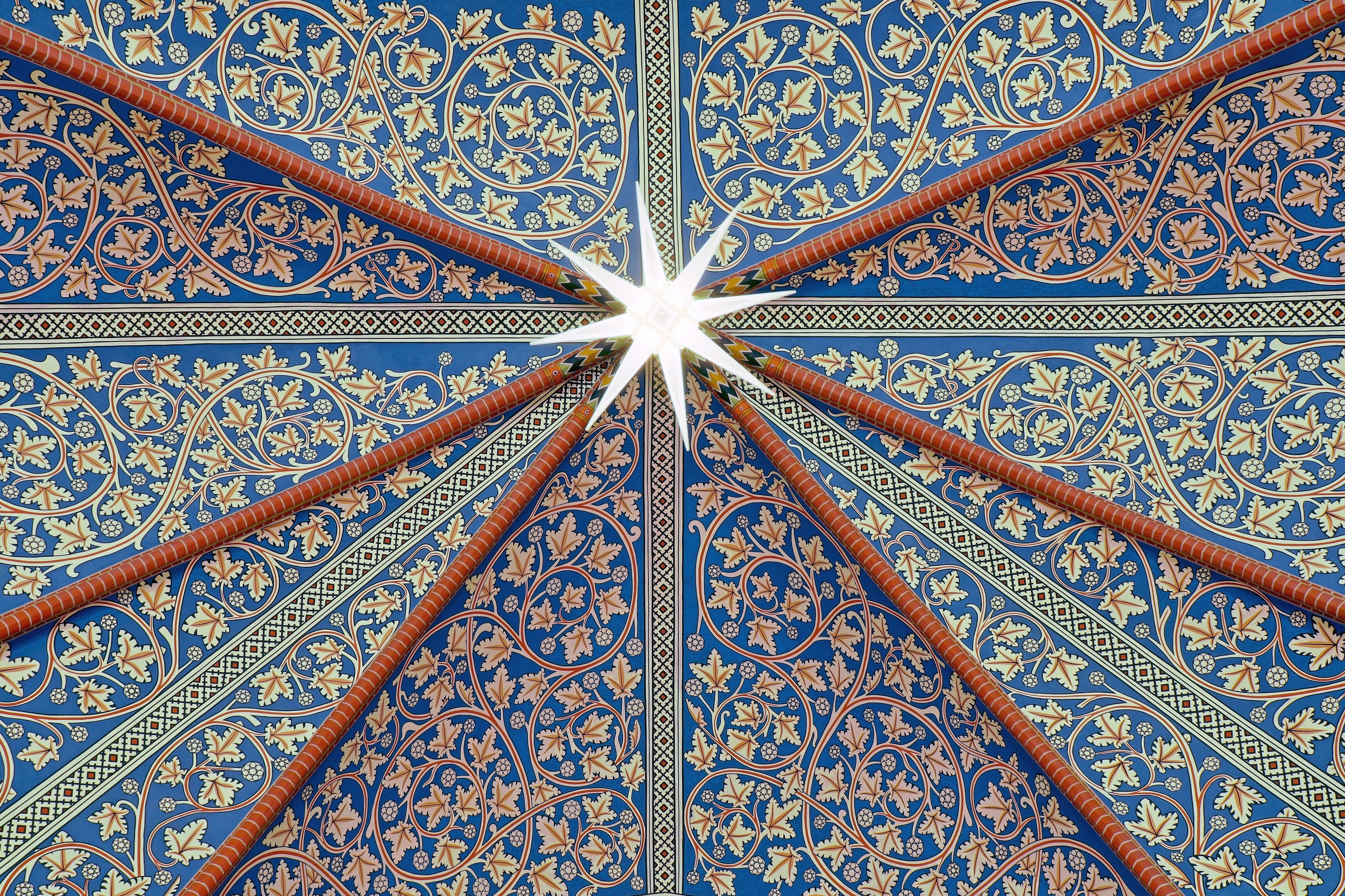
Chorgewölbe über dem Altarraum mit Ranken-Ornament und Weihnachtsstern, 2021
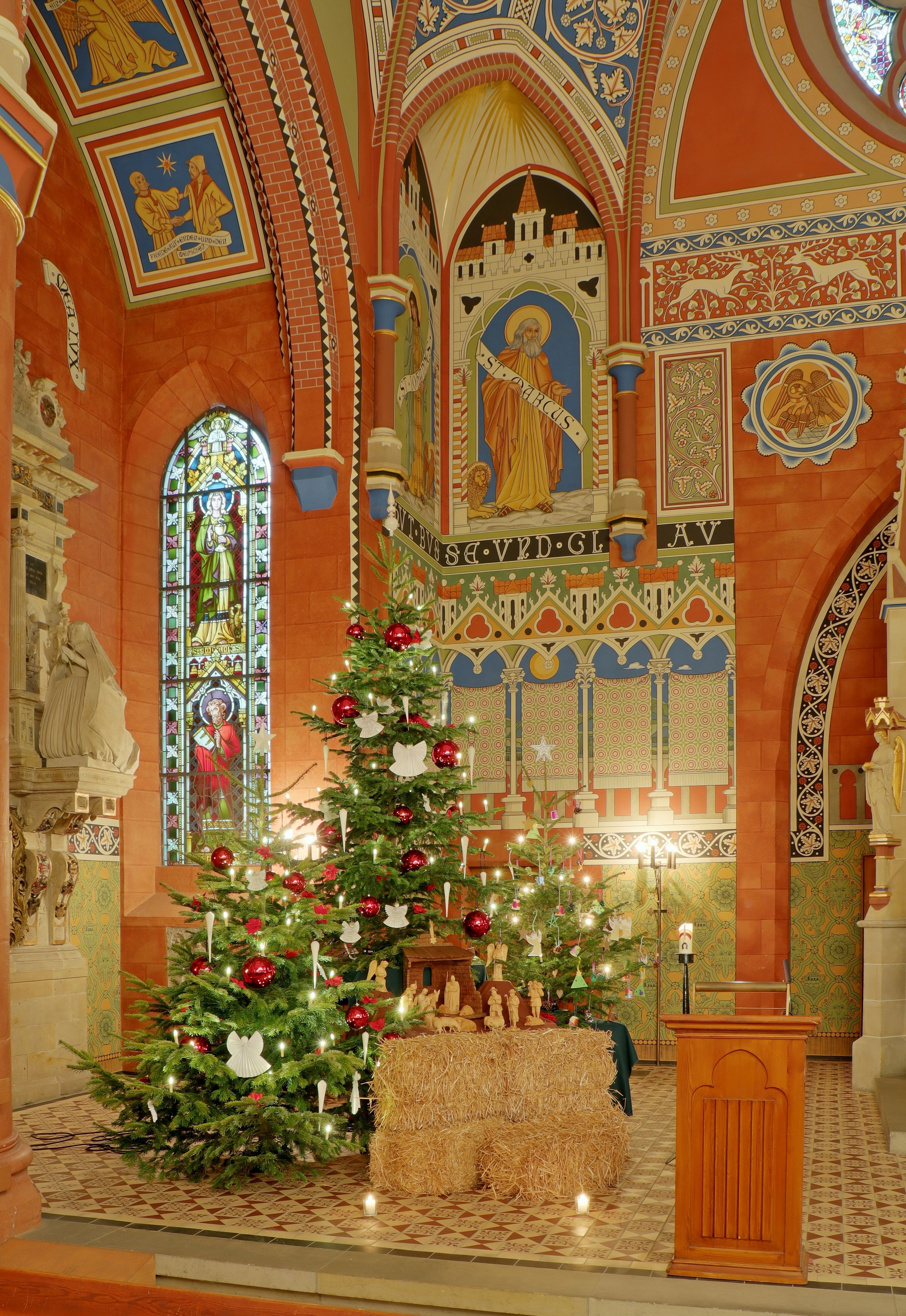
Nördliche Chorerweiterung mit dem Apostelfenster (Jakobus der Ältere, Schutzpatron der Kirche)
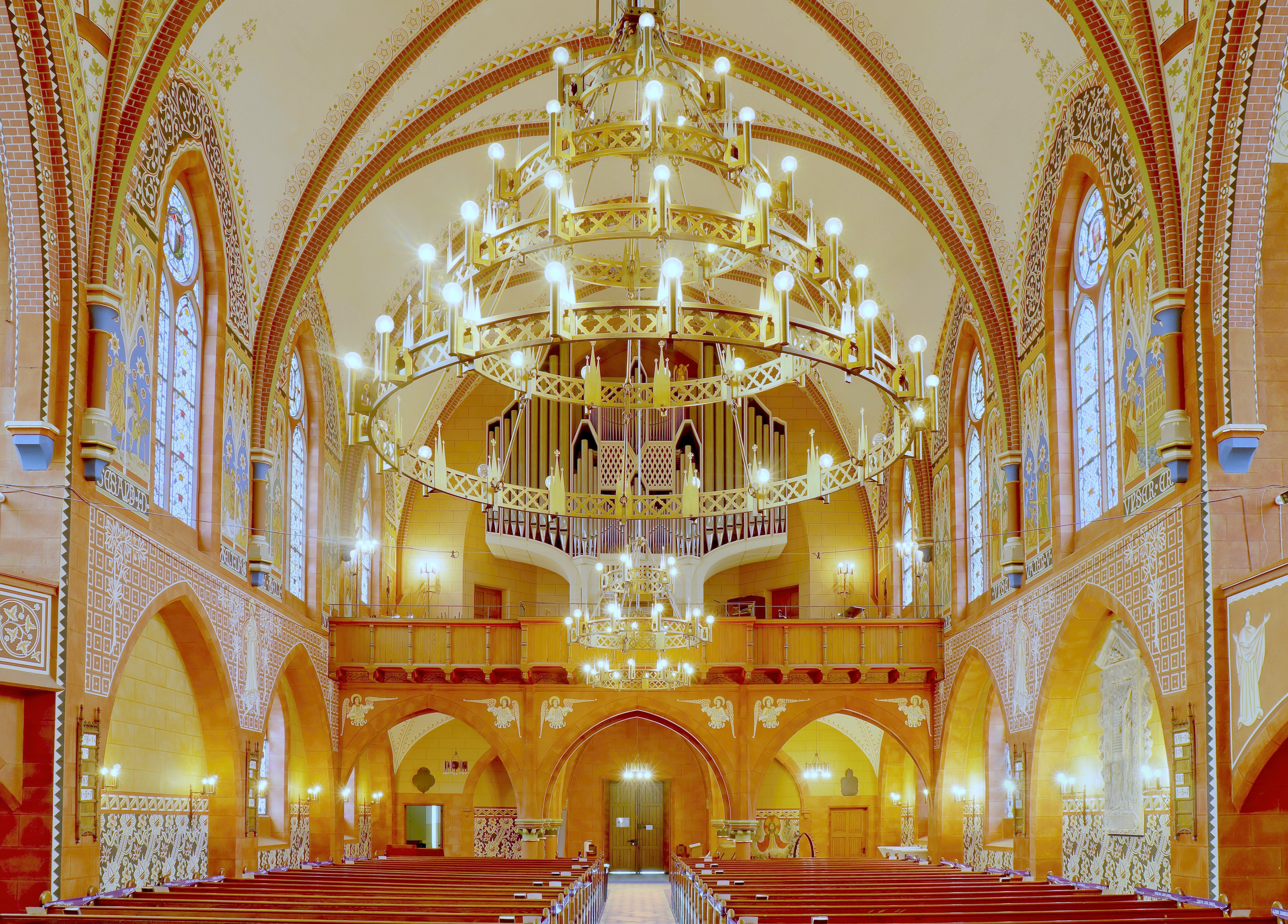
Blick vom Altar zum Haupteingang, 2021
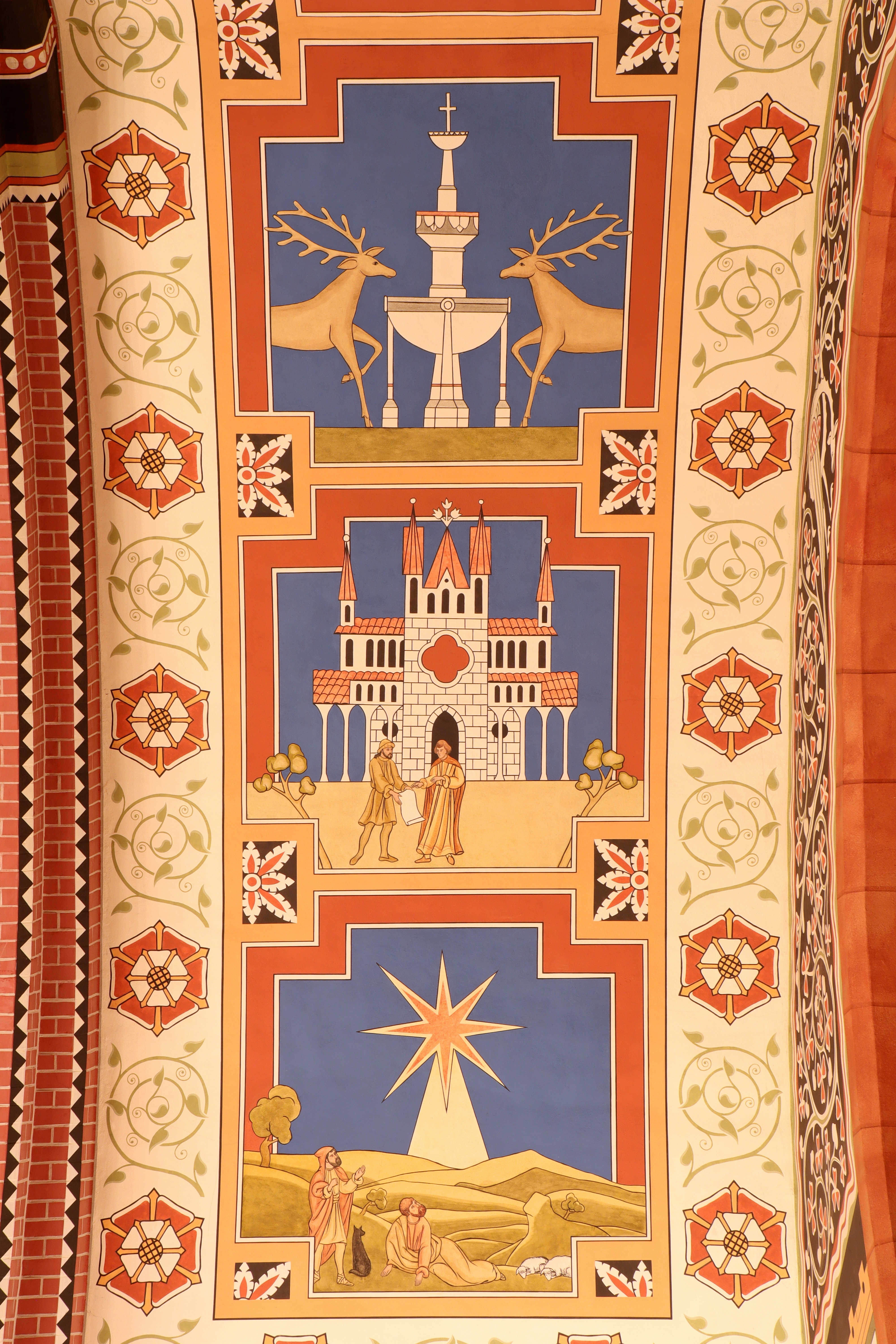
Tonnengewölbe im Querschiffsflügel. Stern von Bethlehem, Tempel des Königs Salomo und Lebensbrunnen mit Hirschen
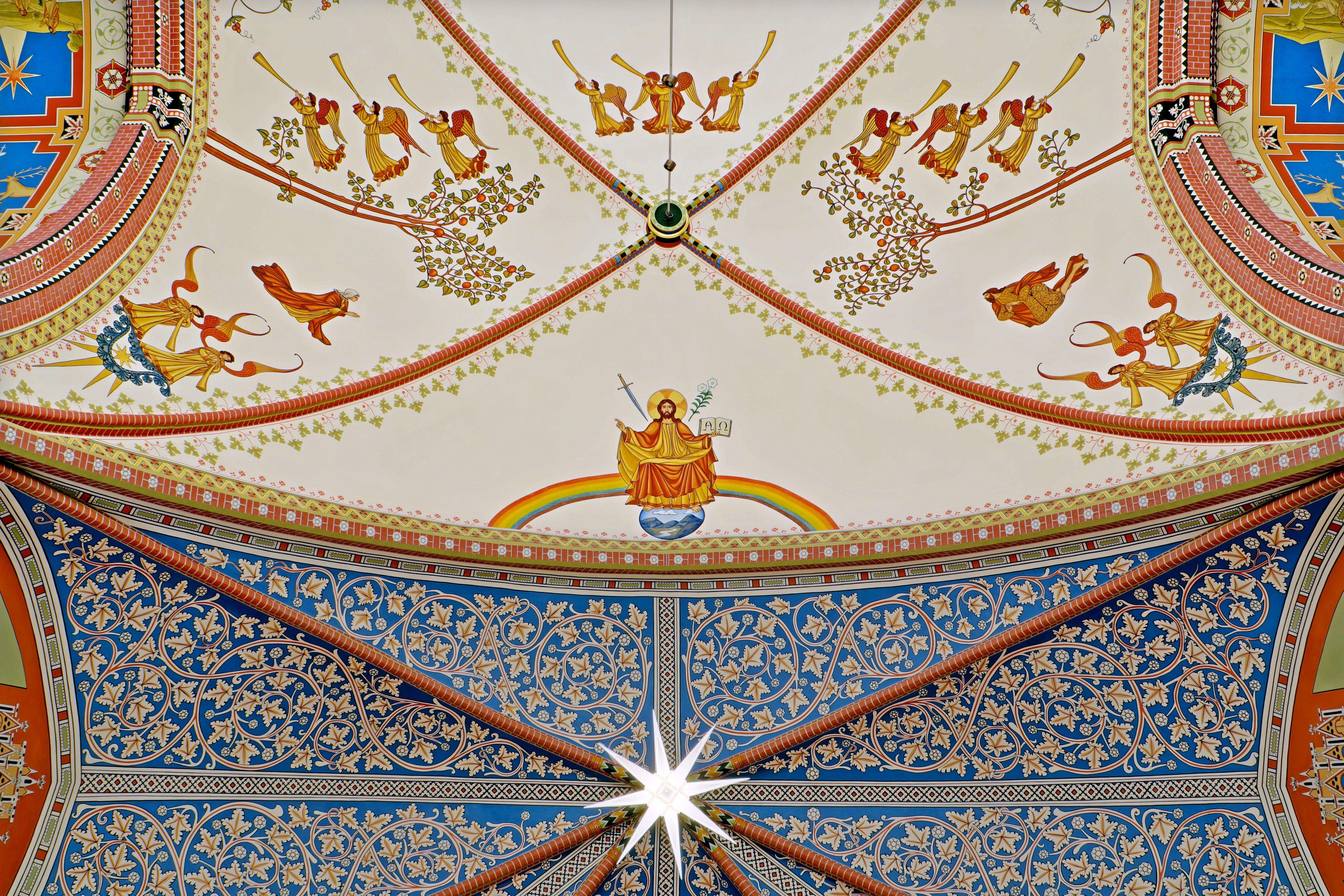
Vierungsgewölbe. Christus auf dem Regenbogen (2021)